# Rocío Huillca Álvarez
Rocío Huillca Álvarez, destacada deportista peruana de la especialidad de atletismo que fue campeona suramericana en Medellín 2010.

## Trayectoria
La trayectoria deportiva de Rocío Huillca Álvarez se identifica por su participación en los siguientes eventos nacionales e internacionales:

### Juegos Suramericanos
Fue reconocido su triunfo de ser la novena deportista con el mayor número de medallas de la selección de  Perú en los juegos de Medellín 2010.

#### Juegos Suramericanos de Medellín 2010
Su desempeño en la novena edición de los juegos, se identificó por obtener un total de 2 medallas:

- , Medalla de oro: Atletismo 3000 m Carrera de Obstáculos
- , Medalla de plata: Atletismo 1500 m Mujeres